# Московско-Киевская железная дорога
Московско-Киевская железная дорога — железная дорога, существовавшая в СССР в 1936—1959 годах.
Сформирована в 1936 году при разделении Западных железных дорог. Линии проходили по территории Московской, Калужской, Брянской, Смоленской, Курской, Орловской, Тульской, Сумской и Черниговской областей. Протяжённость линий составляла 3821 км. Управление железной дороги находилось в Калуге.
В грузообороте Московско-Киевской железной дороги преобладали транзитные перевозки леса, торфа, зерна, сахара, свеклы, минерально-строительных грузов.

## История
За счёт разукрупнения Западных железных дорог в июле 1936 года были организованы Московско-Киевская (с центром в Калуге), Белорусская (с центром в Гомеле) и Западная железные дороги.
В годы Великой Отечественной войны почти все части дороги находились на временно оккупированной противником территории, что нанесло дороге огромный урон. Восстановление инфраструктуры было завершено лишь к 1953 году. Были построены новые вокзалы на станциях Брянск-Орловский, Конотоп, Бахмач-Пассажирский, Хутор-Михайловский.
В 1953 году был электрифицирован участок Москва — Апрелевка.
В феврале 1959 года Конотопское отделение (НОД-5) было выделено из состава Московско-Киевской железной дороги и передано в распоряжение Юго-Западной железной дороги.
В июле 1959 года управление Московско-Киевской железной дороги было ликвидировано, Московское отделение Московско-Киевской железной дороги вошло в состав Московско-Курско-Донбасской железной дороги, которая в августе того же года была переименована в Московскую, остальные отделения вошли в состав Калининской железной дороги с центром в Смоленске.

## Структура

### Отделения движения
На 1 декабря 1937 года по административному делению в составе дороги было 8 отделений движения (ДН):
- ДН-1 Москва
- ДН-2 Калуга
- ДН-3 Спас-Деменск
- ДН-4 Фаянсовая
- ДН-5 Брянск-Пасс.
- ДН-6 Льгов
- ДН-7 Ворожба
- ДН-8 Конотоп[11]

### Локомотивные депо
В структуре дороги действовало 11 основных депо (ТЧ):
| Код   | Название        | Примечание                 |
| ----- | --------------- | -------------------------- |
|       | Брянск I        |                            |
|       | Брянск II       |                            |
| ТЧ-10 | Ворожба         |                            |
|       | Калуга          |                            |
| ТЧ-8  | Конотоп         |                            |
| ТЧ-9  | Коренево        | Закрыто в апреле 1945 года |
|       | Льгов           |                            |
|       | Малоярославец   |                            |
|       | Москва-Киевская |                            |
|       | Спас-Деменск    |                            |
| ТЧ-3  | Фаянсовая       |                            |

Также на дороге действовали оборотные депо (ТД), в числе которых:
- ТД-4 Хутор-Михайловский
- ТД-5 Бахмач[11]

### Вагонные депо
В составе дороги функционировало 7 вагонных участков (ВЧ) и 9 вагонных депо (ВЧД), среди них:
- ВЧ-5 Конотоп
- ВЧ-7 Ворожба
- ВЧД-7 Конотоп
- ВЧД-8 Бахмач
- ВЧД-9 Ворожба[11]